# Városliget
Pour l’article homonyme, voir Városliget (quartier).
Le Városliget (/ˈvaːɾoʃligɛt/, en allemand : Stadtwäldchen) est un vaste espace boisé du 14e arrondissement de Budapest en Hongrie. Son nom signifie littéralement « Bois de la ville ». Couvrant 120 hectares au centre de la ville, il se situe à proximité d'Hősök tere et du monument du millénaire. Considéré comme un espace de loisir et de détente privilégié au cœur de la capitale, ce parc abrite le Parc animalier et botanique municipal, le Grand cirque métropolitain de Budapest, les thermes Széchenyi, le Château de Vajdahunyad avec son étang, le Musée hongrois de la technologie et des transports, le Musée des beaux-arts de Budapest, le Műcsarnok (salle pour des expositions temporaires), le Petőfi Csarnok (salle de spectacle), le Vidámpark (parc de loisirs), la patinoire extérieure en hiver (Műjégpálya), ainsi que le Restaurant Gundel.
Ce site est desservi par la station de métro Széchenyi fürdő :  .